# Cornelia Sideri
Cornelia Sideri (née le 29 décembre 1938 et morte le 11 novembre 2017) est une kayakiste roumaine qui a participé aux Jeux olympiques d'été de 1964. Elle y remporte la médaille de bronze dans l'épreuve du K-2 500m avec Hilde Lauer.

## Palmarès

### Jeux olympiques
- Jeux olympiques de 1964 à Tokyo,  Japon
  -  Médaille de bronze du K-2 500 m